# بیرینجی قره‌لی
بیرینجی قره‌لی (به لاتین: Birinci Qaralı) یک منطقه مسکونی در جمهوری آذربایجان است که در شهرستان نفت‌چاله واقع شده‌است.

## دین
در مسجد جامع این روستا به‌نام امام علی یک هیئت مذهبی وجود دارد.